# Марк Туллий Цицерон Младший
Марк Ту́ллий Цицеро́н Мла́дший (лат. Marcus Tullius Cicerō Minor; родился в июле/августе 65 года до н. э., Рим, Римская республика — умер после 23 года до н. э.) — римский военачальник и политический деятель, консул-суффект 30 года до н. э., сын оратора Марка Туллия Цицерона.
Упоминается во многих письмах отца. Формально достиг совершеннолетия в 49 году до н. э. В ранней юности был убеждённым помпеянцем, принимал участие в войне Гнея Помпея Великого с Гаем Юлием Цезарем в качестве кавалерийского офицера. После битвы при Фарсале был помилован Цезарем. В 44 году до н. э. примкнул к Марку Юнию Бруту, командовал кавалерией, сражался при Филиппах, позже нашёл убежище в Сицилии у Секста Помпея Магна. В 39 году до н. э. вернулся в Рим и стал сторонником Октавиана. В качестве консула-суффекта стал коллегой Октавиана и поддержал его против Марка Антония. Позже управлял провинциями Сирия и Азия. О времени смерти Марка Туллия и о его семье ничего не известно.

## Биография

### Происхождение
Род Туллиев принадлежал к муниципальной аристократии, и до начала I века до н. э. его представители жили в землях вольсков на юге Лация, в городе Арпин, жители которого обладали римским гражданством со 188 года до н. э. Туллии, носившие когномен Цицерон (согласно Плутарху, от слова «горох», лат. Cicero), были состоятельными людьми и принадлежали к римскому всадничеству. Отец Марка, носивший тот же преномен, перебрался в Рим, где смог сделать политическую карьеру благодаря своим способностям оратора. В 63 году до н. э. он занимал должность консула, и благодаря этому обстоятельству его семья вошла в состав римского нобилитета. Марк-старший был женат на знатной и богатой матроне Теренции; помимо сына, у него ещё была дочь, трижды выходившая замуж — за Гая Кальпурния Пизона Фруги, Фурия Крассипеда, Публия Корнелия Долабеллу.

### Ранние годы
Сохранился текст письма, в котором Цицерон-старший сообщил о рождении сына своему другу Титу Помпонию Аттику: «Знай, что у меня прибавление: сынок; Теренция здорова…». Послание датировано консулатом Луция Юлия Цезаря и Гая Марция Фигула, то есть 64 годом до н. э., но эта дата не сочетается с другими событиями, упомянутыми в тексте. Соответственно, в историографии существуют гипотезы о том, что счастливый отец указал консулов-десигнатов, избранных, но ещё не вступивших в должность, либо что упоминание магистратов — вставка, сделанная переписчиком одной из последующих эпох. Предполагаемая дата рождения Марка Туллия Цицерона Младшего — позднее лето 65 года до н. э. (после 17 июля).
Марк стал вторым и последним ребёнком в семье после Туллии, которая была старше на 13 или 14 лет. В 58 году до н. э. Цицерон-отец ушёл в изгнание из-за нападок народного трибуна Публия Клодия, и его близким в связи с этим многое пришлось перенести. Сам изгнанник утверждал позже, что Клодий «истерзал» его детей и жену, что Марка-младшего и Туллию «искали, чтобы убить их». Существование планов убийства не подтверждается другими источниками, но точно известно, что дом Цицерона был разрушен клодианцами. Теренции с детьми пришлось переехать к сестре, Фабии.
В 57 году до н. э. Марк-старший вернулся в родной город. В речи к народному собранию он упоминает сына как малолетнего, filius parvus. В 56 году до н. э. Марк-младший начал получать домашнее образование в компании двоюродного брата Квинта, который был старше примерно на год. Занятия вёл ритор Пэоний, а иногда с детьми занимался Марк-отец; известно, что, например, в конце октября 54 года до н. э. Цицерон увёз сына и племянника в своё имение под Тускулом специально ради учёбы. Будучи не вполне доволен Пэонием и придавая большое значение риторике, он составил для детей краткое учебное пособие по этому предмету в вопросах и ответах. Цицерону удалось заполучить в учителя Марка Помпония Дионисия — учёного вольноотпущенника Аттика. Марк-младший и Квинт учились неплохо, но первому явно не хватало прилежания. «Мальчики Цицероны любят друг друга, упражняются, — написал Марк-отец Аттику 24 февраля 50 года до н. э., — но, как говорит Исократ об Эфоре и Феопомпе, один из них нуждается в узде, другой в шпорах».
В 51 году до н. э., когда Марк-старший был назначен наместником Киликии, вместе с ним в эту провинцию отправились сын, брат и племянник. Чтобы детям не пришлось проводить жаркое лето в военном лагере, Цицерон отправил их в Галатию, к местному правителю Дейотару. Позже, в сентябре 51 года до н. э., он был готов отослать их на Родос, «если понадобится». Известно, что в декабре младшие Марк и Квинт находились в Лаодикее во Фригии, а в январе следующего года туда же приехал Марк Старший. По истечении срока наместничества Цицероны отправились в Рим через Родос, Эфес и Левкаду; 25 ноября 50 года до н. э. они сошли с корабля в Брундизии.
Вскоре в Италии началась гражданская война между Гаем Юлием Цезарем и Гнеем Помпеем Великим. Старшие Цицероны вместе с сенатским большинством встали на сторону Помпея. В этот период их очень беспокоила судьба юных сыновей: Марк в письме Аттику от 21 января признался, что его «часто мучит сострадание к мальчикам», а на следующий день сообщил, что иногда думает отослать сына с племянником в Грецию, подальше от театра боевых действий. На какое-то время этот план остался неосуществимым.

### Начало взрослой жизни
30 или 31 марта 49 года до н. э. в Арпине Марк Цицерон Старший провёл обряд облачения сына в toga virilis, что символизировало совершеннолетие. Это произошло, по-видимому, раньше обычного: в Риме считалось, что взрослая жизнь начинается в 16 — 17 лет. Начало года Марк-младший провёл главным образом в семейных имениях под Формиями и Кумами, под опекой Теренции. И он, и его кузен очень интересовались политикой, причём Квинт сочувствовал делу Цезаря, а Марк был убеждённым помпеянцем (возможно, под влиянием матери) и даже оказывал влияние на отца, видевшего в Помпее всего лишь меньшее из двух зол. 9 июня оба Марка отплыли из Гаэты в Диррахий, а позже присоединились к армии Помпея. Цицерон-младший возглавил кавалерийское подразделение. По словам отца, он «заслужил великую похвалу и от этого великого мужа [Помпея], и от войска за свою верховую езду, метание копья и выносливость во всех лишениях, связанных с войной»; в то же время эпитоматор Тита Ливия называет Марка-младшего «мужем, менее всего рождённым для войны».
Военные заслуги Марка утратили своё значение после разгрома помпеянцев при Фарсале (август 48 года до н. э.). Теперь Цицероны были вынуждены прибегнуть к милосердию Цезаря. Оба Марка долго находились в Брундизии в состоянии неопределённости: им не разрешали вернуться в Рим и ничего не говорили об их дальнейшей судьбе. Известно, что в мае 47 года до н. э. Цицерон-старший хотел отправить сына к Гаю Юлию с просьбой внести, наконец, ясность, однако эта идея не была реализована, так как Цезарь надолго задержался в Александрии. Осенью того же года Цицероны получили, наконец, полное помилование и вернулись в столицу.
В 46 году до н. э. Марк-отец добился для сына и племянника должностей эдила в Арпине. По-видимому, это было простой формальностью, и исполнять должностные обязанности им не пришлось. В жизни Марка-младшего в это время произошли серьёзные изменения: его родители развелись, а в феврале 45 года до н. э. умерла сестра. Марк решил вместе с кузеном Квинтом поддержать Цезаря, чтобы занять достойное место в его окружении. Он хотел принять участие в испанском походе, но отец, узнав об этом, постарался его отговорить. В результате Квинт отправился на войну, а Марк остался дома, потеряв, таким образом, своего товарища по играм и учёбе.

### На Балканах
В начале 45 года до н. э. Цицерон уже вёл самостоятельную жизнь, снимая в Риме отдельное жильё (отец, уговаривая его не вступать в армию Цезаря, пообещал назначить содержание). Вскоре Марк уехал в Афины, чтобы там продолжить учёбу — в частности, изучение философии. Как представитель нобилитета и наследник отцовской славы Марк должен был нести в поездке серьёзные расходы, и родители предоставили ему доходы от семейной недвижимости на Аргилете и Авентине. Хлопоты в связи с переводом денег из Рима взял на себя Аттик.
Цицерон выехал из Рима в конце марта 45 года до н. э. в компании вольноотпущенников Луция Туллия Монтана и Марка Туллия Марциана. В Афинах он посещал занятия перипатетика Кратиппа, с которым вскоре подружился. Сохранилось письмо Марка отцовскому либертину Тирону с описанием этой дружбы. «С Кратиппом я, — говорится в послании, — связан теснейшим образом — не как ученик, а как сын; ведь я и охотно слушаю его и меня чрезвычайно привлекает его личное обаяние. Я провожу с ним целые дни, а нередко часть ночи; ведь я упрашиваю его обедать со мной возможно чаще. После того как установилось это обыкновение, он часто заходит неожиданно для нас во время обеда и, отбросив строгость философии, добродушнейше шутит с нами». Цицерон со своей стороны был вхож в дом стратега Герода. Когда до Марка-старшего начали доходить известия о том, что сын несерьёзно относится к учёбе и предаётся удовольствиям (в частности, «сладострастию и пьянству»), он на время прекратил денежные выплаты, а позже приказал своему финансисту выдавать Марку-младшему только небольшие суммы. Цицерон вскоре взялся за ум. В том же письме Тирону он вспоминает (в августе или начале сентября 44 года до н. э.): «заблуждения, свойственные моему возрасту, причинили мне столь сильную скорбь и мучение, что не только душа питает отвращение к поступкам, но даже слух — к напоминанию».
После убийства Цезаря в марте 44 года до н. э. Марк-старший хотел тоже уехать в Афины. Однако он был слишком занят политикой и литературой (в частности, работой над трактатом «Об обязанностях», который посвятил сыну), а потому остался в Италии. Марк-младший в конце 44 года до н. э. присоединился к Марку Юнию Бруту — одному из убийц Цезаря, собиравшему армию в Македонии. Он снова стал кавалерийским офицером; по словам Плутарха, Брут «часто давал ему разного рода поручения, которые молодой Цицерон с успехом исполнял». Известно, что в начале 43 года к Марку перешёл легион Луция Пизона, входивший в состав армии цезарианца Марка Антония. Позже Цицерон отличился в боях под Биллидой в Иллирии, где ему противостоял Гай Антоний.
В начале мая 43 года до н. э. Цицерон-старший решил добиваться для отсутствующего сына избрания в жреческую коллегию понтификов. Брут дал кандидату отпуск, чтобы тот поехал в столицу. Цицерон-отец предпочёл бы, чтобы сын находился в армии, а потому добился переноса выборов на следующий год, но его сын не узнал об этом вовремя и приехал в Рим в конце июня. Тем временем цезарианская партия объединилась для войны с убийцами Цезаря. В ноябре 43 года до н. э. члены второго триумвирата Октавиан (приёмный сын Гая Юлия), Марк Антоний и Марк Эмилий Лепид совместно составили проскрипционные списки; людей, чьи имена туда попали, можно было убить без суда и следствия, причём государство выдавало за это награды. В первом же списке оказались имена всех четырёх Цицеронов. Марк-младший по приказу отца немедленно уехал на Балканы и вернулся в армию Брута, а Цицерон-отец и оба Квинта вскоре были убиты.
Марк в ноябре 42 года до н. э. сражался в решающей битве при Филиппах. Республиканцы были разгромлены, но Цицерон смог спастись бегством и присоединился к Гаю Кассию Пармскому, который крейсировал во главе эскадры у берегов Азии. Позже он отправился вместе с Кассием в Сицилию, где Секст Помпей Магн (сын Гнея) принимал с радушием всех беглецов. Аппиан уточняет, что у Секста Цицерон «пользовался уважением, исполняя должности военачальника».

### Карьера
Цицерон находился в Сицилии до 39 года до н. э. После заключения Мизенского договора он смог вернуться в Рим, где был окружён уважением и почётом. Октавиан сделал Марка членом одной из жреческих коллегий (либо понтификом, либо авгуром), а в 30 году до н. э. — своим коллегой в качестве консула-суффекта на период с 13 сентября по 1 ноября. Луций Анней Сенека констатирует, что этой высокой должностью Цицерон был обязан исключительно памяти об отце.
Именно в 30 году до н. э. закончилась победой война Октавиана с Марком Антонием. Марк продемонстрировал во время этого конфликта личную преданность Октавиану; именно он прочёл перед народом сообщение о гибели Антония и положил письмо на трибуну — на то самое место, где за 13 лет до того лежали отрубленная голова и правая рука его отца. По инициативе Цицерона были приняты постановления о демонтаже всех статуй Антония и о запрете членам его рода носить преномен Марк. «Так завершить возмездие над Антонием божество предоставило дому Цицерона», — написал в связи с этим Плутарх.
После консулата Цицерон получил должность наместника Сирии с полномочиями легата, то есть носителя империя Октавиана. По-видимому, Цицерон занимал этот пост в 27—25 годах до н. э., сразу после раздела Сирии на сенатскую и императорскую провинции. Позже (возможно, в 23 году до н. э.) он был проконсулом Азии.
Когда закончилась жизнь Цицерона, неизвестно. В сохранившихся источниках нет данных и о семье Марка Туллия: остаётся неясным, был ли он последним из Цицеронов или оставил потомков.

## Оценки личности и деятельности
Немецкий антиковед Р. Ганслик констатирует, что Марк Туллий Цицерон Младший был совсем не таким человеком, как его отец (это показывает, в частности, история о склонности Марка к пьянству во времена учёбы). При этом Цицерон явно рассматривался современниками как сын своего отца. Сравнение было не в его пользу, но он всё же смог достичь высших должностей.